# اتو واکس
اتو واکس (آلمانی: Otto Wachs; ۲۳ ژوئیهٔ ۱۹۰۹ – ۳۰ دسامبر ۱۹۹۸) قایقران قایق بادبانی اهل آلمان بود.